# Ташнур
Ташнур (мар. Тошнур) — деревня в Звениговском районе Республики Марий Эл. Входит в состав городского поселения Красногорский.

## География
Находится в южной части республики Марий Эл на расстоянии приблизительно 22 км по прямой на север-северо-восток от районного центра города Звенигово.

## История
Известна с 1844 года как деревня с 24 дворами и 152 жителями. В 1864 году проживали 225 человек, в 1921 году 488 человек (450 марийцев, 38 русских), в 1999 110 дворов, в которых проживали 298 человек. В советское время работали колхозы «Ташнур» и «Россия».

## Население
Население составляло 324 человека (мари 96 %) в 2002 году, 291 в 2010.